# Chrysostomos II.

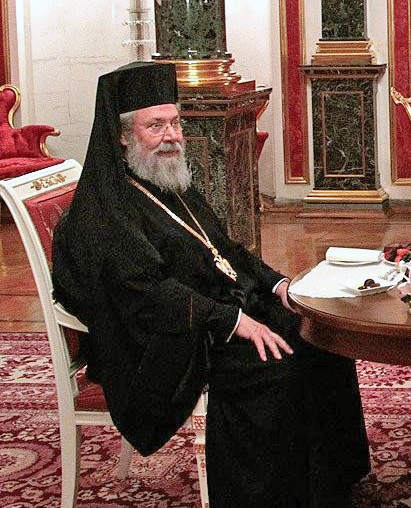
Chrysostomos II. in Moskau im Januar 2011

Chrysostomos II. (griechisch Χρυσόστομος Β΄, bürgerlich Ηρόδοτος Δημητρίου (Iródotos Dimitríou), * 10. April 1941 in Tala, Bezirk Paphos; † 7. November 2022 in Nikosia) war ein zypriotischer Geistlicher und Erzbischof von Nea Justinianopolis und ganz Zypern.

## Leben
Chrysostomos II. verlor im Alter von zehn Jahren seinen Vater und trat zwei Jahre später in das Mönchskloster Agios Neophytos von Paphos ein. Am 3. November 1963 wurde er vom Bischof von Trimithounda, Georgios, zum Diakon geweiht. Nach seinem Abschluss an der Universität Athen wurde er am 19. Oktober 1972 zum Hegumen des Klosters St. Neophytos gewählt und am 12. November 1972 zum Priester geweiht. Am 25. Februar 1978 wurde er zum Bischof von Paphos gewählt und erhielt einen Tag später die Bischofsweihe. Chrysostomos II. ist Nachfolger von Chrysostomos I. und als Erzbischof von Zypern seit Oktober 2006 Oberhaupt der zypriotisch-orthodoxen Kirche.
Um die drohende Staatspleite während der zyprischen Finanzkrise abzuwenden, präsentierte Chrysostomos II. während eines persönlichen Treffens mit dem Staatspräsidenten Anastasiadis im März 2013 einen Vorschlag zur Stützung der Wirtschaft des Landes: das gesamte Vermögen der Kirche könne verpfändet werden, welches – wie der Erzbischof charakteristisch betonte – immense Dimensionen habe, und als Gegenleistung werde sie Obligationen erhalten. Den Präsidentenpalast verlassend erklärte Chrysostomos II., Wege zum Ausgang aus der Krise vorgeschlagen zu haben, und befürwortete den Austritt aus der Währungsunion.
Wiederholt wandte er sich die Regierung der Türkei und befürwortete eine Zusammentreffen mit den nordzypriotischen Türken mit der Erklärung „Unsere Feinde sind nicht die nordzypriotischen Türken, sondern Ankara.“
Erzbischof Chrysostomos II. forderte wiederholt den Rücktritt des Finanzministers Michalis Sarris und des Banken-Chefs Panicos Demetriades, er kritisierte beide vor allem, weil sie nichts getan hätten, um die aus Brüssel geforderte Restrukturierung des Bankensystems zu verhindern. So sei es zu großen Verlusten unter den Groß-Sparern gekommen, zu denen auch die Kirche zählt. Der Finanzminister trat unmittelbar nach einer Übereinkunft mit der Geldgeber-Troika von EU, Europäischer Zentralbank und dem Internationalen Währungsfonds am 3. April 2013 zurück.
Seine politische und wirtschaftliche Bedeutung unterstrich Chrysostomos II., indem er bei Militärempfängen und Gesprächen mit dem Präsidenten ein Zepter trug.
Chrysostomos II. kritisierte die befürwortende Haltung des Moskauer russisch-orthodoxen Patriarchen Kyrill I. zum russischen Überfall auf die Ukraine 2022 und brach im Juni 2022 die Beziehungen zu diesem ab. Kyrill übe Druck auf sein kirchliches Umfeld aus. Chrysostomos sprach sich zudem gegen jene zyprischen Metropoliten aus, die dem Metropoliten der Orthodoxen Kirche der Ukraine Epiphanius die Anerkennung verweigerten. Das schließe sie aus der Kirche von Zypern aus. Die Ukraine habe „nie zum Moskauer Patriarchat gehört“, so Chrysostomos. Unter dem Kommunismus habe Russlands Kirche getan, „was der Generalsekretär der Partei ihnen gesagt“ habe. Der Kommunismus sei zwar gestorben, nicht aber die „kommunistische Mentalität“.
Am 7. November 2022 starb Chrysostomos II. im Alter von 81 Jahren an Leberkrebs in Nokosia.